# Newt Scamander
Newton "Newt" Artemis Fido Scamander (in de Nederlandse vertaling ‘Spiritus Zalamander’ genoemd) is een personage uit de Harry Potter-boekenreeks van de Britse schrijfster J.K. Rowling. Hij is een bekende magie-zoöloog en de auteur van Fabeldieren en Waar Ze Te Vinden.
Op 12 september 2013 maakte Joanne Rowling bekend dat ze een spin-offfilmserie zou maken, gebaseerd op de wereld van Harry Potter, met als hoofdpersonage Scamander. De eerste film (Fantastic Beasts and Where to Find Them) ging in november 2016 in première, de vervolgen erop (Fantastic Beasts: The Crimes of Grindelwald en Fantastic Beasts: The Secrets of Dumbledore) waren in het einde van 2018 en begin 2022 in de bioscoop te zien.

## Naam
Zijn naam zit vol met woordspelingen. Newts zijn kleine salamanders. Artemis was de Griekse godin van de jacht, Fido is een veelgebruikte huisdierennaam en Scamander klinkt als salamander.

## Jeugd
Newt werd geboren in 1897. Hij had al vroeg belangstelling voor fabeldieren, dit kwam door zijn moeder, die een enthousiaste fokster van showhippogriefen was. Toen hij zeven jaar was, was hij uren op zijn slaapkamer bezig om Horklumps in stukken te snijden.

## Carrière
Nadat hij van Zweinstein was weggestuurd, ging Newt in 1916 werken bij het Ministerie van Toverkunst, op het Departement van Toezicht op Magische Wezens, waar hij twee jaar doorbracht op de Afdeling Herhuisvesting van Huis-Elfen. Deze jaren omschrijft hij zelf als 'van een gaapverwekkende saaiheid'. In 1918 werd hij overgeplaatst naar de Afdeling Dieren. Hij werd door de uitgeverij Augustus Worme Obscurus Boeken gevraagd om een handboek over fabeldieren te schrijven. De eerste aanzet tot Fabeldieren en Waar Ze Te Vinden was gegeven. Zijn uitgebreide kennis van bizarre magische schepsels leidde al gauw tot promotie.

### Fabeldieren en Waar ze te Vinden
Tijdens zijn werk voor het Drakenbureau, afdeling Research en Restrictie, maakte Scamander vele buitenlandse reizen, waarbij hij informatie verzamelde voor zijn in 1927 (momenteel in zijn tweeënvijfstigste druk) uitgebrachte bestseller Fabeldieren en Waar Ze Te Vinden. In wel honderd landen heeft hij de gewoontes van Fabeldieren bestudeerd.

### Weerwolfregister
Hij was vrijwel in zijn eentje verantwoordelijk voor de oprichting van het Weerwolfregister in 1947, in dit register worden alle bestaande weerwolven bijgehouden.

### Experimenteel Fokverbod
Newt was een van de makers van het Experimentele Fokverbod, dat in 1965 van kracht werd. Dit verbod maakt het creëren van nieuwe soorten Fabeldieren illegaal. Hij beschouwt dit als het hoogtepunt van zijn carrière.

## Prijzen
In 1979 werd Newt Scamander onderscheiden met de Orde van Merlijn, Tweede Klasse, wegens zijn grote verdiensten op het gebied van de studie van Fabeldieren.
Hij heeft ook een eigen Chocokikkerplaatje.

## Pensioen
Scamander is inmiddels met pensioen en woont in Dorset met zijn vrouw Porpentina Goldstein en hun drie tamme Kwistels.
Zijn kleinzoon Rolf is getrouwd met een vriendin van Harry Potter, Loena Leeflang. Samen hebben ze twee kinderen; Lorcan en Lysander.

## Stamboom
| Newt Scamander | Newt Scamander | Newt Scamander | Newt Scamander | Newt Scamander | Newt Scamander |                  |                  | Porpentina Scamander | Porpentina Scamander | Porpentina Scamander | Porpentina Scamander | Porpentina Scamander | Porpentina Scamander |                    |                    |                    |                    |                    |                    |                  |                  |                  |                  |                  |                  |
| Newt Scamander | Newt Scamander | Newt Scamander | Newt Scamander | Newt Scamander | Newt Scamander |                  |                  | Porpentina Scamander | Porpentina Scamander | Porpentina Scamander | Porpentina Scamander | Porpentina Scamander | Porpentina Scamander |                    |                    |                    |                    |                    |                    |                  |                  |                  |                  |                  |                  |
|                |                |                |                |                |                |                  |                  |                      |                      |                      |                      |                      |                      |                    |                    |                    |                    |                    |                    |                  |                  |                  |                  |                  |                  |
|                |                |                |                | onbekend       | onbekend       | onbekend         | onbekend         | onbekend             | onbekend             |                      |                      | Xenofilus Leeflang   | Xenofilus Leeflang   | Xenofilus Leeflang | Xenofilus Leeflang | Xenofilus Leeflang | Xenofilus Leeflang |                    |                    | Pandora Leeflang | Pandora Leeflang | Pandora Leeflang | Pandora Leeflang | Pandora Leeflang | Pandora Leeflang |
|                |                |                |                | onbekend       | onbekend       | onbekend         | onbekend         | onbekend             | onbekend             |                      |                      | Xenofilus Leeflang   | Xenofilus Leeflang   | Xenofilus Leeflang | Xenofilus Leeflang | Xenofilus Leeflang | Xenofilus Leeflang |                    |                    | Pandora Leeflang | Pandora Leeflang | Pandora Leeflang | Pandora Leeflang | Pandora Leeflang | Pandora Leeflang |
|                |                |                |                |                |                |                  |                  |                      |                      |                      |                      |                      |                      |                    |                    |                    |                    |                    |                    |                  |                  |                  |                  |                  |                  |
|                |                |                |                | Rolf Scamander | Rolf Scamander | Rolf Scamander   | Rolf Scamander   | Rolf Scamander       | Rolf Scamander       |                      |                      |                      |                      |                    |                    | Loena Leeflang     | Loena Leeflang     | Loena Leeflang     | Loena Leeflang     | Loena Leeflang   | Loena Leeflang   |                  |                  |                  |                  |
|                |                |                |                | Rolf Scamander | Rolf Scamander | Rolf Scamander   | Rolf Scamander   | Rolf Scamander       | Rolf Scamander       |                      |                      |                      |                      |                    |                    | Loena Leeflang     | Loena Leeflang     | Loena Leeflang     | Loena Leeflang     | Loena Leeflang   | Loena Leeflang   |                  |                  |                  |                  |
|                |                |                |                |                |                |                  |                  |                      |                      |                      |                      |                      |                      |                    |                    |                    |                    |                    |                    |                  |                  |                  |                  |                  |                  |
|                |                |                |                |                |                |                  |                  |                      |                      |                      |                      |                      |                      |                    |                    |                    |                    |                    |                    |                  |                  |                  |                  |                  |                  |
|                |                |                |                |                |                | Lorcan Scamander | Lorcan Scamander | Lorcan Scamander     | Lorcan Scamander     | Lorcan Scamander     | Lorcan Scamander     |                      |                      | Lysander Scamander | Lysander Scamander | Lysander Scamander | Lysander Scamander | Lysander Scamander | Lysander Scamander |                  |                  |                  |                  |                  |                  |